# 丹尼爾·戴-路易斯
丹尼尔·戴-刘易斯爵士，OBE ，KBE（原名丹尼尔·迈克尔·布莱克·戴-刘易斯，1957年4月29日—），生于英国伦敦，是一位英国及爱尔兰知名的电影男演员，他是美國奥斯卡金像奖自1929年創立以來，第一位也是目前唯一一位三度榮獲奥斯卡影帝頭銜的男星。在他近50年的演艺生涯中总共获得过212次表演奖项提名，其中139次获奖完整列表。
他在2014年獲英廷冊封為下級勳位爵士，以肯定他在演藝方面的成就。2017年在完成電影《霓裳魅影》的最後演出之後，於2018年正式退休。

## 生平

### 早年生活
戴-路易斯出生在英国伦敦，父親是英國桂冠詩人塞西尔·戴-刘易斯，母親是演員Jill Balcon，猶太人
，為Ealing Studios前領導Michael Balcon之女；兩人除了丹尼爾外，還育有一女：Tamasin。
戴-路易斯的父母在他兩歲時搬家到伦敦南部的格林尼治；該區比較龍蛇混雜，當地的小孩亦時常因戴-路易斯的上流社會背景而欺負他，令他不得不學會藍領口音及舉止；戴-路易斯稱這段時期為他演技訓練的第一步。年輕時，戴-路易斯相當反叛，常犯下偷竊及其他較輕的罪行；1968年，他父母終於忍不住，將他送到位於肯特郡的七橡樹學校（Sevenoaks School）寄宿。戴-路易斯雖然極之討厭該間學校，但卻在那裡接觸到他最大的兩樣興趣：演戲及木工。
兩年後，戴-路易斯轉校到他姐姐就讀的學校，位於漢普郡的比得萊斯學校（Bedales School）；在該校期間，戴-路易斯參與了國立青年劇團（National Youth Theatre），亦得到了他第一個登上大銀幕的機會，在《血腥星期天》中飾演一個破壞公物的小混混。1972年，戴-路易斯的父親逝世。1975年，戴-路易斯離開比得萊斯學校，申請當木匠學徒，卻被拒絕，轉而入布里斯托尔老维克戏剧学校（Bristol Old Vic Theatre School）進修三年，最後成功獲得在布里斯托尔老維克劇院（Bristol Old Vic Theatre）演出的機會。
戴-路易斯是著名的方法演技演員，為了鑽研角色不惜全身投入，目前為好萊塢許多演員推崇的對象，如罗伯特·德尼罗等人亦曾公開表示欣賞戴-路易斯的演技。
2017年，戴-路易斯接受專訪時坦承拍攝《霓裳魅影》令他陷入抑鬱。

## 私人生活

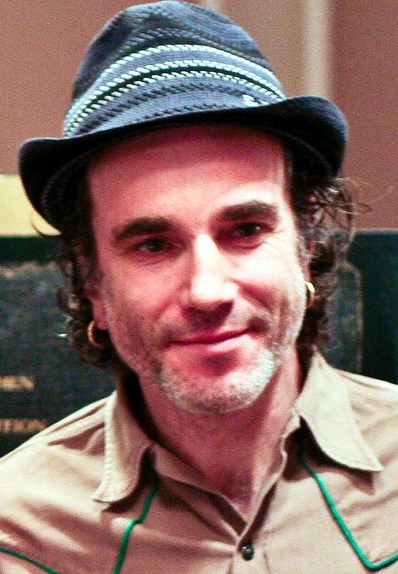
2007年的丹尼尔·戴-刘易斯

1993年加入爱尔兰国籍，享有双重国籍，在美國與愛爾蘭均有居所。曾與法國演員伊莎贝尔·阿佳妮有過一段感情，兩人育有一子：加百利-凱恩（Gabriel-Kane，於1995年4月9日在紐約出生）。
1996年參演《萨勒姆的女巫》（The Crucible）時，探訪了劇作家亞瑟·米勒的故居，認識了米勒的女兒蕾貝卡·米勒。兩人於同年結婚，育有二子：Ronan Cal（1998年6月14日出生）及Cashel Blake（2002年5月出生）。
戴-路易斯平時作風極為低調，除了拍攝電影，極少出現在公眾媒體。作品產量亦不多。
在2014年6月，戴-路易斯因在戲劇的傑出表現而名列英女皇壽辰授勳名單上，他也因此得到了下級勳位爵士。

## 作品
| 年份 | 譯名         | 原名                              | 角色                   | 備註 |
| ---- | ------------ | --------------------------------- | ---------------------- | --- |
| 1971 | 血腥星期天   | Sunday Bloody Sunday              | Child Vandal           | 未掛名 |
| 1982 | 甘地傳       | Gandhi                            | Colin                  | |
| 1985 | 歡樂洗衣店   | My Beautiful Laundrette           | Johnny                 | |
| 1985 | 翡冷翠之戀   | A Room with a View                | Cecil Vyse             | |
| 1986 | -            | Nanou                             | Maxo                   | |
| 1988 | 情陷布拉格   | The Unbearable Lightness of Being | Tomas                  | |
| 1988 | 飛進美國     | Stars and Bars                    | Henderson Dores        | |
| 1989 | 永远的微笑   | Eversmile, New Jersey             | Dr. Fergus O'Connell   | |
| 1989 | 無悔今生     | My Left Foot                      | 克里斯蒂·布朗          | 奧斯卡最佳男主角獎 英國電影學院獎最佳男主角獎 提名金球獎最佳戲劇類電影男主角                                                   |
| 1992 | 大地英豪     | The Last of the Mohicans          | 鷹眼（納蒂蒂·班波）    | 提名英國電影學院獎最佳男主角獎                                                                                                 |
| 1993 | 心外幽情     | The Age of Innocence              | Newland Archer         | |
| 1993 | 因父之名     | In the Name of the Father         | 格里·康倫              | 提名奧斯卡最佳男主角獎 提名英國電影學院獎最佳男主角獎 提名金球獎最佳戲劇類電影男主角                                           |
| 1996 | 萨勒姆的女巫 | The Crucible                      | 約翰·普魯克特          | |
| 1997 | 因爱之名     | The Boxer                         | Danny Flynn            | 提名金球獎最佳戲劇類電影男主角                                                                                                 |
| 2002 | 紐約黑幫     | Gangs of New York                 | 威廉·「屠夫比爾」·卡汀 | 英國電影學院獎最佳男主角獎 美國演員工會獎最佳男主角 提名奧斯卡最佳男主角獎 提名金球獎最佳戲劇類電影男主角                      |
| 2005 | 不倫戀曲     | The Ballad of Jack and Rose       | Jack Slavin            | |
| 2007 | 黑金企業     | There Will Be Blood               | Daniel Plainview       | 奧斯卡最佳男主角獎 英國電影學院獎最佳男主角獎 金球獎最佳戲劇類電影男主角 美國演員工會獎最佳男主角                              |
| 2009 | 華麗年代     | Nine                              | Guido Contini          | 提名金球獎最佳音樂及喜劇類電影男主角                                                                                           |
| 2012 | 林肯         | Lincoln                           | 林肯                   | 奧斯卡最佳男主角獎 英國電影學院獎最佳男主角獎 金球獎最佳戲劇類電影男主角 美國演員工會獎最佳男主角 澳洲影藝學院國際獎最佳男主角 |
| 2017 | 霓裳魅影     | Phantom Thread                    | Reynolds Woodcock      | 提名金球獎最佳戲劇類電影男主角 提名奧斯卡最佳男主角獎                                                                          |